# Teopantecuanitlán

Um dos quatro monolitos maciços de estilo olmeca que recebe os visitantes no El Recinto (o Pátio Afundado).

Teopantecuanitlán é um sítio arqueológico no estado mexicano de Guerrero representativo de um desenvolvimento inesperadamente antigo de sociedades complexas na região. O sítio data dos períodos pré-clássico inicial e médio, e as provas arqueológicas indicam claramente a existência de algum tipo de ligação entre Teopantecuanitlán e a região olmeca da costa do golfo. Antes da descoberta de Teopantecuanitlán no início da década de 1980, pouco se conhecia sobre o desenvolvimento e organização socioculturais durante o período pré-clássico. O seu nome significa junto ao templo dos jaguares.

## Localização
Teopantecuanitlán está situado no estado de Guerrero, na convergência dos rios Amacuzac e Balsas, a 5 km da confluência dos dois, criando um ambiente propício ao comércio e viagens. Ocupa uma área de aproximadamente 160 a 200 ha, e situa-se no sopé de uma elevação escarpada, que se ergue 200 metros acima do nível do sítio.

## Arte e arquitectura
A ocupação de Teopantecuanitlán estendeu-se de 1400 a.C. a 500 a.C., sendo geralmente dividida em quatro fases, com o pico do número de habitantes a ocorrer na Fase II, entre 1000 e 800 a.C.. O assentamento do sítio consistia de complexos residenciais caracterizados por quatro estruturas distribuídas em redor de um pátio ou praça comum. Artefactos importados, de obsidiana e concha, bem como cerâmica com influências olmecas foram encontrados associados a e no interior dos grupos residenciais. Estes artefactos fornecem provas materiais de que a comunidade de Teopantecuanitlán fazia parte de uma rede comercial interregional que ligava a Costa do Golfo com as terras altas do México.

### Pátio afundado
Para além das áreas residenciais, Teopantecuanitlán é notável pela sua arquitectura monumental, arte e terraços agrícolas, em particular uma das primeiras estruturas cerimoniais civis de toda a Mesoamérica, El Recinto (O Recinto), também conhecido como Pátio Afundado, construído durante a Fase II. O Pátio Afundado é assim chamado porque se encontra rebaixado 2 metros relativamente ao nível do solo, construído sobre uma base de barro amarelo revestida de blocos de travertino.
Quatro enormes, quase idênticos, blocos monumentais de travertino adornam os lados este e oeste do Pátio Afundado. Estes blocos estão esculpidos de forma a parecerem criaturas antropomórficas, quase seguramente jaguares-homem, com olhos amendoados e bocas viradas para baixo. De facto, são estes monumentos de 3 a 5 toneladas, que são referidos no nome dado pelo arqueólogo Guadalupe Martinez Donjuán a este local. Segundo Matínez Donjuán, estas esculturas estão colocadas de forma a marcar os solstícios e equinócios, e "simbolizavam as forças opostas que governavam o mundo".
Nas costas de um destes monumentos, o Monumento 2, existem símbolos que Martinez Donjuán interpreta como "10 Flor". Se esta interpretação está correcta, esta seria a mais antiga data de calendário mesoamericano.
Este sítio contém ainda dois campos de jogo de bola. Um deles é uma miniatura situada no interior do Pátio Afundado, enquanto que o outro se situa 900 metros para nordeste. Numa das extremidades do campo mais pequeno existe uma sauna feita de adobe. Tratar-se-ia quase certamente de um local para contactos sociais destinado à elite de Teopantecuanitlán.

### Outras características
Teopantecuanitlán é também o local onde se encontra a mais antiga barragem da Mesoamérica conhecida até à data. Foi construída cerca de 1200 a.C. sendo utilizados blocos de rocha toscos e não talhados. Esta barragem dependia da gravidade para levar a água aos terrenos agrícolas. Existem também canais, feitos de lajes de pedra grandes e planas. O revestimento destes canais permitia a irrigação, evitando a erosão, perdas de água e podendo ainda ser usados como meio de esgoto.
Este sítio é também o primeiro conhecido na Mesoamérica a utilizar o arco falso nas construções. Este tipo de arco, permitia tectos altos sem necessidade de uma pedra angular trapezoidal. Estes arcos foram usados em estruturas antigas como túmulos da elite e em templos.

## Descoberta e escavações
Teopantecuanitlán foi descoberto por Martinez Donjuán em 1983, após relatos de saques neste sítio de Guerrero. Ela teve a assistência de, entre outros, Christine Niederberger. Niederberger focou a sua atenção sobretudo nas áreas residenciais conhecidas como a zona de Lomerios, ou Tlacozotitlán.

Teopantecuanitlán em relação a outros sítios arqueológicos do pré-clássico.

## Influência olmeca
A influência olmeca é visível em muitos dos monumentos de Teopantecuanitlán. Além dos quatro monumentos principais discutidos acima, artefactos de estilo ou influência olmeca foram encontrados um pouco por todo o sítio.
Existem várias teorias sobre como tais motivos e desenhos olmecas — talvez mesmo deidades — chegaram a um local a centenas de quilómetros de região olmeca. Martínez Donjuán acredita que as raízes da cultura olmeca se encontram aqui em Teopantecuanitlán e que um grupo abandonou Teopantecuanitlán para colonizar o que hoje designamos "região olmeca" retomando a hipótese colocada por Miguel Covarrubias.
O arqueólogo Michael D. Coe afirmou que esta "posição é contradita pelas limitações ambientais" impostas pelas terras altas semi-áridas de Guerrero. Christine Niederberger vê influência olmeca apenas na arquitectura monumental, com o resto da cultura derivada de fontes indígenas.